# Venezuelská válka za nezávislost
Venezuelská válka za nezávislost (1810–1823) byla jednou ze hispanoamerických válek za nezávislost na počátku devatenáctého století, kdy hnutí za nezávislost v Latinské Americe bojovala proti vládě Španělského impéria, povzbuzené problémy Španělska v napoleonských válkách.
K rozpoutání války došlo po založení Nejvyšší Caracaské junty, která 19. dubna 1810 sesadila Vicente Emparana, kapitána venezuelského generálního kapitanátu. Dne 5. července 1811 vyhlásilo sedm z deseti provincií generálního kapitanátu Venezuela svou nezávislost ve venezuelské deklaraci nezávislosti. První venezuelská republika však padla již v roce 1812, a to po zemětřesení v Caracasu a bitvě u La Victoria. Simón Bolívar však vedl tzv. Obdivuhodné tažení, které bylo úspěšné a v roce 1813 založil druhou venezuelskou republiku. Ani ta pod tlakem španělských monarchistů nevytrvala. Trvalé nezávislosti na Španělsku dosáhla Venezuela až důsledkem Bolívarova tažení za osvobození Nové Granady v letech 1819–20 (původně jako součást Velké Kolumbie).
Dne 17. prosince 1819 prohlásil Angosturský kongres Velkou Kolumbii za samostatný stát, a po dalších 2 letech války pod vedením svého nejslavnějšího vůdce Simóna Bolívara dosáhla země opravdové nezávislosti. Venezuela, spolu s Kolumbií, Panamou a Ekvádorem byly součástí republiky Velké Kolumbie až do roku 1830, kdy se Venezuela oddělila a stala se suverénním státem.